# اندره برنر
اندره برنر (انگلیسی: Endre Berner; ۲۴ سپتامبر ۱۸۹۳ – ۳۰ ژانویهٔ ۱۹۸۳) دانشمند در زمینه شیمی آلی اهل نروژ بود.